# Kanjarda
Kanjarda o Kanjharda fou un estat tributari protegit de l'Índia, agència de Kathiawar, prant de Gohelwar, a la presidència de Bombai. Estava format per un únic poble, Kanjarda amb una població de 297 habitants (1881), situada al peu de la muntanya Bhadwo a uns 15 km al sud-oest de Palitana. Els ingressos el 1876 s'estimaven en 250 lliures i el tribut al Gaikwar de Baroda era de poc més de 12 lliures